# Periphragnis
Periphragnis és un gènere extint de mamífers notoungulats de la família dels isotèmnids que visqueren a Sud-amèrica des de l'Eocè inferior fins a l'Oligocè inferior, fa entre 28,4 i 48 milions d'anys. Se n'han trobat restes fòssils a l'Argentina i Xile. Les dents postcanines eren més grosses que les canines (que apuntaven cap enfora), que alhora eren més grosses que les incisives. En l'espècie P. exauctus, el crani feia uns 40 cm de llargada. El nom genèric Periphragnis deriva del mot grec περιφραγμός (perifragmós), que significa ‘circumval·lació’.